# William G. Morgan

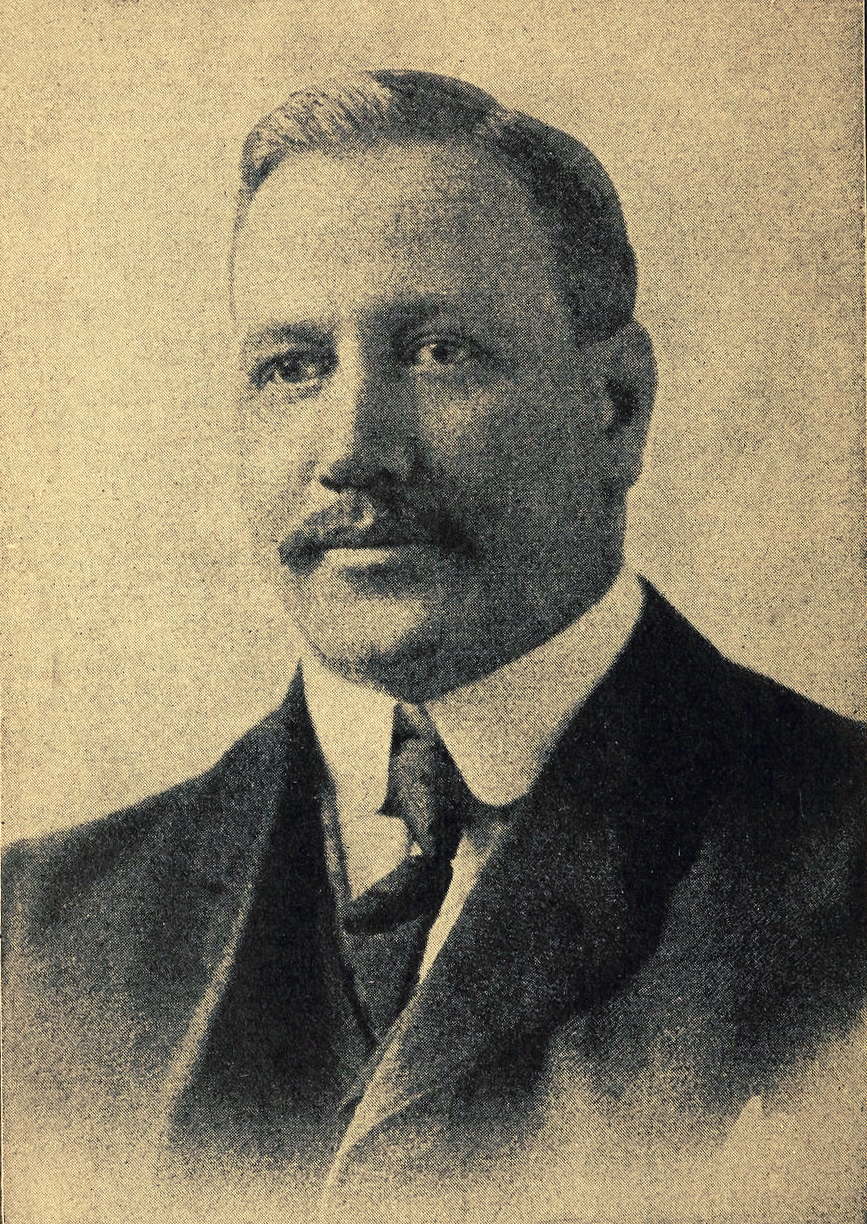
William G. Morgan

William G. Morgan (Lockport (New York), 23 januari 1870 - 27 december 1942) was de Amerikaanse uitvinder van de sport volleybal.
Tijdens zijn studies aan het Springfield College, Massachusetts ontmoette hij James Naismith, de uitvinder van de basketbalsport. Geïnspireerd door Naismith en basketbal, bedacht hij in 1895 Mintonette toen hij sportleider was bij de Young Men Christian Association (YMCA) in Holyoke, Massachusetts. Hij gaf les aan een groep al wat oudere zakenlieden. Basketbal vond hij iets te hard voor deze groep en hij bedacht een ander spel. Later veranderde Alfred Halstead de naam van Mintonette in Volleybal gezien het doel van het spel is de bal heen en weer over het net te volleyen. De eerst paar jaar speelde men met een basketbal. Rond 1900 werd een speciale bal voor volleybal ontworpen. 
Uit tekeningen blijkt wel dat al in de 16e eeuw aan het Engelse hof van koningin Elizabeth I een spel werd gespeeld dat veel op volleybal leek. 